# Cepo
Cepo è una frazione del comune di Argirocastro in Albania (prefettura di Argirocastro).
Fino alla riforma amministrativa del 2015 era comune autonomo, dopo la riforma è stato accorpato, insieme agli ex-comuni di Argirocastro, Antigonë, Lazarat, Lunxhëri, Odrie e Picar  a costituire la municipalità di Argirocastro.

## Località
Il comune era formato dall'insieme delle seguenti località:
- Fushëbardhë
- Zhulat
- Taroninë
- Mashkullor
- Palokastër (in italiano Paleocastro)
- Cepun
- Kodër
- Plesat
- Kardhiq
- Prongji
- Humelic